# Football en Angleterre
Le football en Angleterre est géré par la Fédération d'Angleterre de football, ou (en) Football Association (FA), fondée le 26 octobre 1863.

## Histoire
La première mention écrite de la soule anglaise date de 1174.
Longtemps interdite pour des raisons militaires en Angleterre, la soule, malgré sa brutalité, reste populaire jusqu'au début du XIXe siècle dans les îles Britanniques.
Selon le quotidien britannique The Times, de récentes recherches historiques révèlent cependant l'existence d'une pratique codifiée du football en Écosse dès le XVe siècle
Cette activité est principalement pratiquée par le petit peuple. Le Highway Act britannique de 1835 interdisant la pratique du folk football sur les routes le contraint à se replier sur des espaces clos. Des variantes de la soule se pratiquent déjà, de longue date, sur des terrains fermés. C'est là, sur les terrains des écoles d'Eton, Harrow, Charterhouse, Rugby, Shrewsbury, Westminster et Winchester, notamment, que germe le football anglais moderne.

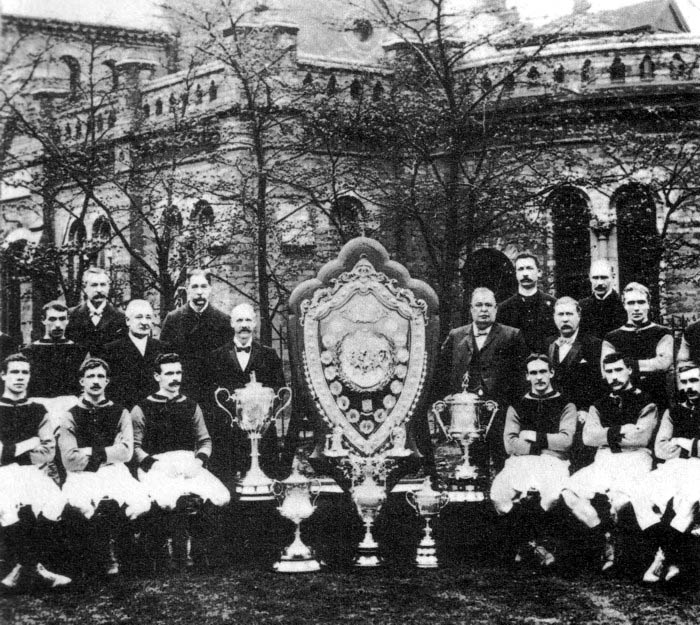
Aston Villa en 1899

Les premiers codes de jeu écrits datent du milieu du XIXe siècle (1848 à Cambridge). Chaque équipe possède ses propres règles, rendant les matches problématiques. 
Les Britanniques codifient et organisent le football en s'inspirant des exemples du cricket et du baseball, ces deux sports collectifs étant déjà structurés avant l'émergence du football. Des ligues professionnelles aux championnats et autres coupes, le football n'innove pas. En octobre 1848, après plus de sept heures de débats entre les représentants de plusieurs établissements scolaires de Cambridge, les « Cambridge Rules » sont édictées. C'est la première tentative d'unification des différents codes. Il faudra encore attendre un demi-siècle avant de parvenir à cette unification.
Le premier club non scolaire est fondé en 1857 : le Sheffield Football Club. Le Sheffield FC dispute le premier match interclubs face au Hallam FC (fondé en 1860) le 26 décembre 1860 à seize contre seize. Ces deux clubs pionniers se retrouvent en décembre 1862 pour le premier match de charité. 
La Fédération anglaise de football (Football Association) est créée en 1863 pour unifier le règlement. La Youdan Cup est la première compétition. Elle se tient en 1867 à Sheffield et Hallam FC remporte le trophée le 5 mars. La première épreuve à caractère national est la FA Challenge Cup 1872. 
Concernant le jeu, le passage du dribbling game au passing game est une évolution importante. À l'origine, le football est très individualiste : les joueurs, tous attaquants, se ruent vers le but balle au pied, c’est-à-dire en enchaînant les dribbles. C'est le dribbling. Comme Michel Platini aime à le rappeler, « le ballon ira toujours plus vite que le joueur ». C'est sur ce principe simple qu'est construit le passing game. Cette innovation apparaît à la fin des années 1860 et s'impose dans les années 1880. Dès la fin des années 1860, des matches entre Londres et Sheffield auraient introduit le passing au Nord. C'est la version de Charles Alcock, qui situe en 1883 la première vraie démonstration de passing à Londres par le Blackburn Olympic. Entre ces deux dates, la nouvelle façon de jouer trouve refuge en Écosse.

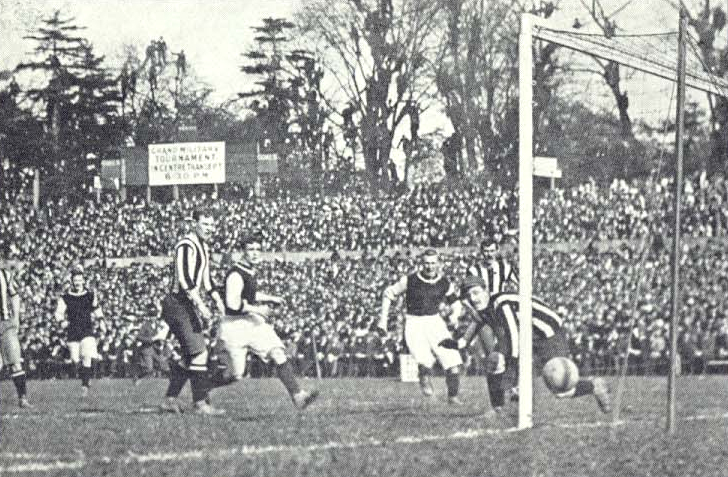
Finale de la FA Cup 1905

Le professionnalisme est autorisé en 1885 et le premier championnat se dispute en 1888-1889. La Fédération anglaise tient un rôle prépondérant dans cette évolution, imposant notamment un règlement unique en créant la FA Cup, puis les clubs prennent l'ascendant. La création du championnat (League) n'est pas le fait de la Fédération mais une initiative des clubs cherchant à présenter un calendrier stable et cohérent. L'existence d'un réseau ferroviaire rend possible cette évolution initiée par William McGregor, président d'Aston Villa. Ce premier championnat est professionnel, et aucun club du Sud du pays n'y participe.
L'Angleterre est alors coupée en deux : le Nord acceptant pleinement le professionnalisme et le Sud le rejetant. Cette différence a des explications sociales. Le Sud de l'Angleterre est dominé par l'esprit classique des clubs sportifs réservés à une élite sociale. Dans le Nord dominé par l'industrie, le football professionnel est dirigé par des grands patrons n'hésitant pas à rémunérer leurs joueurs pour renforcer leur équipe, de la même façon qu'ils recrutent de meilleurs ingénieurs pour renforcer leurs entreprises. Pendant cinq saisons, le championnat se limite aux seuls clubs du Nord. Le club londonien d'Arsenal passe professionnel en 1891. La ligue de Londres exclut alors de ses compétitions les Gunners d'Arsenal qui rejoignent la League en 1893. La Southern League est créée en réaction (1894). Cette compétition s'ouvre progressivement au professionnalisme mais ne peut éviter les départs de nombreux clubs vers la League. Les meilleurs clubs encore en Southern League sont incorporés au championnat en 1920.
La première rencontre de l'équipe d'Angleterre de football a lieu le 30 novembre 1872 contre son voisin : l'Équipe d'Écosse de football, soit quelques mois avant la fondation officielle de la Fédération écossaise. 
Les Britanniques jouent un rôle important dans la diffusion du football, notamment grâce aux ouvriers dépêchés aux quatre coins du monde pour mener à bien des chantiers. Le football est par exemple introduit en Amérique du Sud par les ouvriers travaillant sur les chantiers des lignes ferroviaires. Ils montent des équipes et mettent en place des compétitions d'abord réservées aux seuls joueurs britanniques, et qui s'ouvrent progressivement aux joueurs puis aux clubs locaux.
À partir des années 1990, des hommes d’affaires étrangers rachètent les principaux clubs du Royaume-Uni et les introduisent en Bourse. La première division britannique quitte la fédération nationale en 1992 : elle est entièrement privatisée et rebaptisée « Premier League ».
En deux décennies, le coût moyen des billets s'est accru de 1 000 %. En conséquence, les spectateurs issus des classes populaires sont de moins en moins nombreux à accéder aux matchs. Pourtant historiquement lié à la culture ouvrière, le football s'en éloigne désormais considérablement. Certains analystes évoquent une « gentrification des tribunes ».

## Organisation

### Championnats féminins

#### Palmarès
Le palmarès liste les vainqueurs des différents championnats.

#### Structure actuelle
| Niveau | Championnat |
| ------ | --- |
| 1      | Women's Super League (D1) 12 clubs                                                                                     |
|        | 1 montée 1 descente |
| 2      | Women's Championship (D2) 12 clubs                                                                                     |
|        | 1 montée 1 descente |
| 3      | FA Women's National League Premier Division (D3) 2 groupes de 12 clubs (24 clubs) : North & South                      |
|        | 1 montée (barrage) 4 descentes                                                                                         |
| 4      | FA Women's National League Division 1 (D4) 4 groupes de 12 clubs (48 clubs) : North, Midlands, South West & South East |
|        | 4 montées 8 descentes                                                                                                  |
| 5      | Niveaux de Leagues (D5) 8 groupes de 8 à 12 clubs                                                                      |
|        | 8 montées variable |
| 6 et + | Autres niveaux de Leagues. La hiérarchie des championnats diffèrent selon les Ligues.                                  |

- Championnat national professionnel
- Championnat national professionnel et amateur
- Championnat national amateur
- Championnat régional ou départemental amateur

#### Évolution
En 2011 est créé un championnat semi-professionnel, la Superleague.
| Période   | Niveau I                   | Niveau II                                            | Niveau III                                                  | Niveau IV             | Niveau V          |
| --------- | -------------------------- | ---------------------------------------------------- | ----------------------------------------------------------- | --------------------- | ----------------- |
| 1991-1994 | WFA NL Premier Division    | WPL Northen Division WPL Southern Division           | Ligues régionales                                           | Ligues régionales     | Ligues régionales |
| 1994-1998 | WFA National Division      | WPL Northen Division WPL Southern Division           | Ligues régionales                                           | Ligues régionales     | Ligues régionales |
| 1998-2010 | WPL National Division (12) | WPL Northen Division (12) WPL Southern Division (12) | Combination Leagues                                         | Ligues régionales     | Ligues régionales |
| 2011-2014 | W. Superleague (8)         | WPL National Division (10)                           | WPL Northen Division (10) WPL Southern Division (10)        | Combination Leagues   | Ligues régionales |
| 2014-2018 | W. Superleague 1 (8)       | W. Superleague 2 (8)                                 | WPL Northen Division (10) WPL Southern Division (10)        | WPL Division One (48) | Ligues régionales |
| 2018-     | W. Superleague (12)        | W. Championship (12)                                 | W. National League North (12) W. National League South (12) | WNL Division One (48) | Ligues régionales |

### Championnats masculins

#### Palmarès
Le palmarès liste les vainqueurs des différents championnats.

#### Structure actuelle
| Niveau                       | Ligues et Divisions                                                         | Ligues et Divisions                                                         | Ligues et Divisions                                                 | Ligues et Divisions                                                 | Ligues et Divisions                                               | Ligues et Divisions                                               | Ligues et Divisions                                                 | Ligues et Divisions                                                 |
| Ligues professionnelles      | Ligues professionnelles                                                     | Ligues professionnelles                                                     | Ligues professionnelles                                             | Ligues professionnelles                                             | Ligues professionnelles                                           | Ligues professionnelles                                           | Ligues professionnelles                                             | Ligues professionnelles                                             |
| ---------------------------- | --------------------------------------------------------------------------- | --------------------------------------------------------------------------- | ------------------------------------------------------------------- | ------------------------------------------------------------------- | ----------------------------------------------------------------- | ----------------------------------------------------------------- | ------------------------------------------------------------------- | ------------------------------------------------------------------- |
| 1                            | Premier League · 20 clubs · 3 relégués                                      | Premier League · 20 clubs · 3 relégués                                      | Premier League · 20 clubs · 3 relégués                              | Premier League · 20 clubs · 3 relégués                              | Premier League · 20 clubs · 3 relégués                            | Premier League · 20 clubs · 3 relégués                            | Premier League · 20 clubs · 3 relégués                              | Premier League · 20 clubs · 3 relégués                              |
| 2                            | EFL Championship · 24 clubs · 3 promus 3 relégués                           | EFL Championship · 24 clubs · 3 promus 3 relégués                           | EFL Championship · 24 clubs · 3 promus 3 relégués                   | EFL Championship · 24 clubs · 3 promus 3 relégués                   | EFL Championship · 24 clubs · 3 promus 3 relégués                 | EFL Championship · 24 clubs · 3 promus 3 relégués                 | EFL Championship · 24 clubs · 3 promus 3 relégués                   | EFL Championship · 24 clubs · 3 promus 3 relégués                   |
| 3                            | EFL League One · 24 clubs · 3 promus 4 relégués                             | EFL League One · 24 clubs · 3 promus 4 relégués                             | EFL League One · 24 clubs · 3 promus 4 relégués                     | EFL League One · 24 clubs · 3 promus 4 relégués                     | EFL League One · 24 clubs · 3 promus 4 relégués                   | EFL League One · 24 clubs · 3 promus 4 relégués                   | EFL League One · 24 clubs · 3 promus 4 relégués                     | EFL League One · 24 clubs · 3 promus 4 relégués                     |
| 4                            | EFL League Two · 24 clubs · 4 promus 2 relégués                             | EFL League Two · 24 clubs · 4 promus 2 relégués                             | EFL League Two · 24 clubs · 4 promus 2 relégués                     | EFL League Two · 24 clubs · 4 promus 2 relégués                     | EFL League Two · 24 clubs · 4 promus 2 relégués                   | EFL League Two · 24 clubs · 4 promus 2 relégués                   | EFL League Two · 24 clubs · 4 promus 2 relégués                     | EFL League Two · 24 clubs · 4 promus 2 relégués                     |
| Ligues semi-professionnelles |                                                                             |                                                                             |                                                                     |                                                                     |                                                                   |                                                                   |                                                                     |                                                                     |
| 5                            | National League · 24 clubs · 2 promus 4 relégués                            | National League · 24 clubs · 2 promus 4 relégués                            | National League · 24 clubs · 2 promus 4 relégués                    | National League · 24 clubs · 2 promus 4 relégués                    | National League · 24 clubs · 2 promus 4 relégués                  | National League · 24 clubs · 2 promus 4 relégués                  | National League · 24 clubs · 2 promus 4 relégués                    | National League · 24 clubs · 2 promus 4 relégués                    |
| 6                            | National League North · 24 clubs · 2 promus 4 relégués                      | National League North · 24 clubs · 2 promus 4 relégués                      | National League North · 24 clubs · 2 promus 4 relégués              | National League North · 24 clubs · 2 promus 4 relégués              | National League South · 24 clubs · 2 promus 4 relégués            | National League South · 24 clubs · 2 promus 4 relégués            | National League South · 24 clubs · 2 promus 4 relégués              | National League South · 24 clubs · 2 promus 4 relégués              |
| 7                            | Northern Premier League · Premier Division · 22 clubs · 2 promus 4 relégués | Northern Premier League · Premier Division · 22 clubs · 2 promus 4 relégués | Southern League · Central Division · 22 clubs · 2 promus 4 relégués | Southern League · Central Division · 22 clubs · 2 promus 4 relégués | Southern League · South Division · 22 clubs · 2 promus 4 relégués | Southern League · South Division · 22 clubs · 2 promus 4 relégués | Isthmian League · Premier Division · 22 clubs · 2 promus 4 relégués | Isthmian League · Premier Division · 22 clubs · 2 promus 4 relégués |
| 8                            | Northern P. League · Div. One West · 20 clubs · 2 2                         | Northern P. League · Div. One Midlands · 20 clubs · 2 2                     | Northern P. League · Div. One East · 20 clubs · 2 2                 | Southern League · Div. One Central · 20 clubs · 2 2                 | Southern League · Div. One South · 20 clubs · 2 2                 | Isthmian League · Div. One North · 20 clubs · 2 2                 | Isthmian League · Div. One South Central · 20 clubs · 2 2           | Isthmian League · Div. One South East · 20 clubs · 2 2              |
| Ligues amateurs              |                                                                             |                                                                             |                                                                     |                                                                     |                                                                   |                                                                   |                                                                     |                                                                     |
| 9 et +                       | Divisions organisées par les ligues régionales                              | Divisions organisées par les ligues régionales                              | Divisions organisées par les ligues régionales                      | Divisions organisées par les ligues régionales                      | Divisions organisées par les ligues régionales                    | Divisions organisées par les ligues régionales                    | Divisions organisées par les ligues régionales                      | Divisions organisées par les ligues régionales                      |

#### Évolution
| Période   | Niveau I        | Niveau II         | Niveau III                                | Niveau IV       | Niveau V                | Niveau VI                                   |
| --------- | --------------- | ----------------- | ----------------------------------------- | --------------- | ----------------------- | ------------------------------------------- |
| 1888-1889 | Football League |                   |                                           |                 |                         |                                             |
| 1889-1892 | Football League | Football Alliance |                                           |                 |                         |                                             |
| 1892-1920 | First Division  | Second Division   |                                           |                 |                         |                                             |
| 1920-1921 | First Division  | Second Division   | Third Division                            |                 |                         |                                             |
| 1921-1958 | First Division  | Second Division   | Third Division North Third Division South |                 |                         |                                             |
| 1958-1979 | First Division  | Second Division   | Third Division                            | Fourth Division |                         |                                             |
| 1979-1986 | First Division  | Second Division   | Third Division                            | Fourth Division | Alliance Premier League |                                             |
| 1986-1992 | First Division  | Second Division   | Third Division                            | Fourth Division | Football Conference     |                                             |
| 1992-2004 | Premier League  | First Division    | Second Division                           | Third Division  | Football Conference     |                                             |
| 2004-2015 | Premier League  | Championship      | League One                                | League Two      | Conference National     | Conference North Conference South           |
| 2014-     | Premier League  | Championship      | League One                                | League Two      | National League         | National League North National League South |

- Premier League (professionnel)
- English Football League (professionnel)
- Football Alliance (professionnel)
- National League (professionnel et semi-professionnel)

## Stades
| Rang | Stade            | Capacité | Équipe résidente    | Division       | Notes                                                                                         |
| ---- | ---------------- | -------- | ------------------- | -------------- | --------------------------------------------------------------------------------------------- |
| 1    | Wembley Stadium  | 90 000   | Équipe d'Angleterre | Stade national | Plus grand stade d'Angleterre. L'inauguration du "New Wembley" a eu lieu en 2007.             |
| 2    | Old Trafford     | 75 787   | Manchester United   | Premier League | Plus grand stade de la Premier League.                                                        |
| 3    | Emirates Stadium | 60 432   | Arsenal FC          | Premier League | Connu également sous le nom d'Ashburton Grove. Inauguré en 2006.                              |
| 4    | St James' Park   | 52 387   | Newcastle United    | Premier League | Projet d'agrandissement du stade à 60 000 places.                                             |
| 5    | Stadium of Light | 49 000   | Sunderland AFC      | Premier League |                                                                                               |
| 6    | Etihad Stadium   | 47 726   | Manchester City     | Premier League | Le stade a été originellement construit pour les Jeux du Commonwealth en 2002.                |
| 7    | Anfield          | 45 522   | Liverpool           | Premier League | Projet d'un nouveau stade, le Stanley Park Stadium, d'une capacité de 60 000 à 80 000 places. |